# Karakol
Karakol (em quirguiz: Каракол Qaraqol/Karakol), anteriormente Przhevalsk, é uma cidade do Quirguistão, capital da província de Issyk-Kul. É a quarta maior cidade do país, contando com uma população de 67.100 habitantes, segundo o censo populacional de 2009.

## Galeria

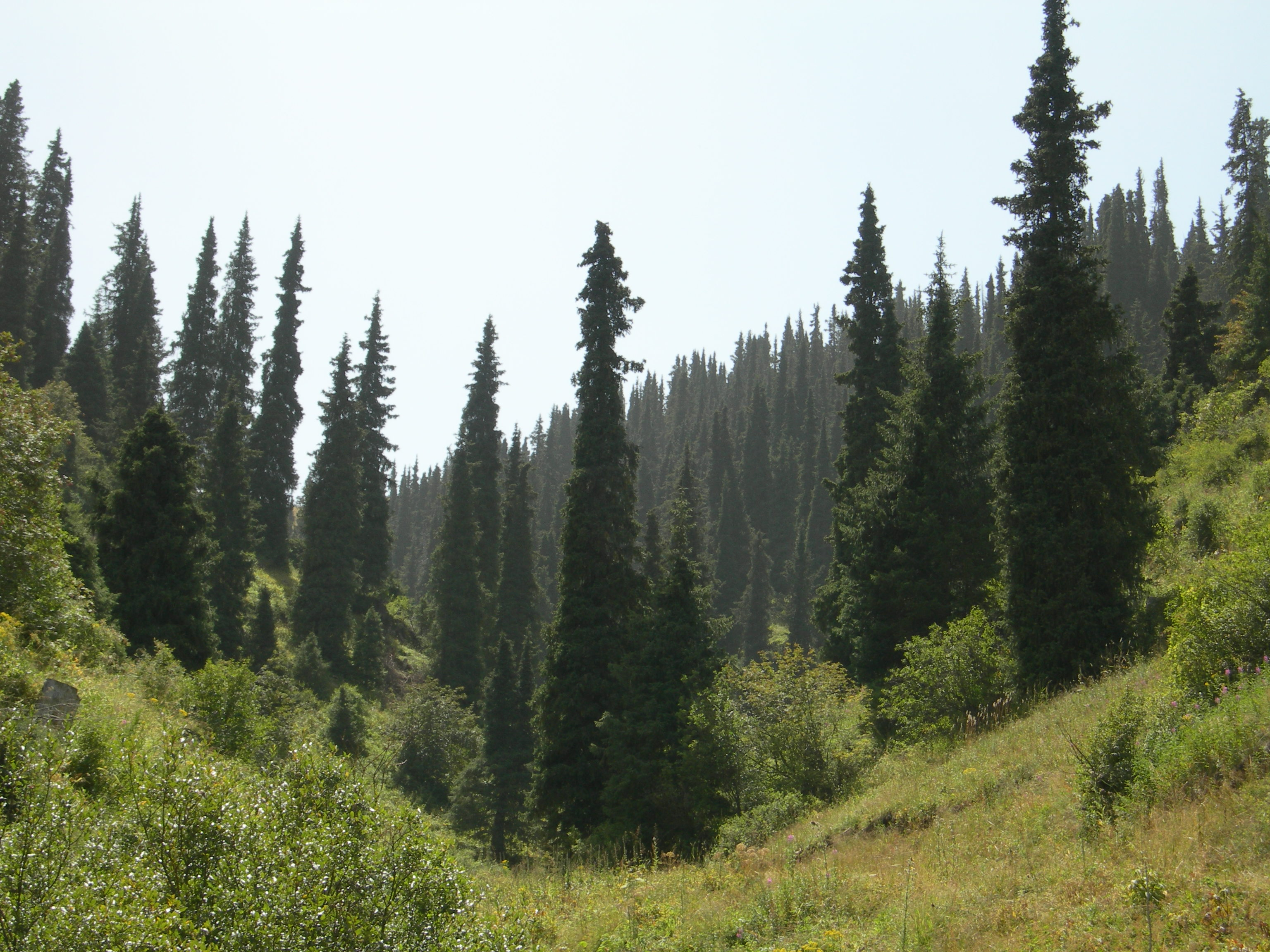
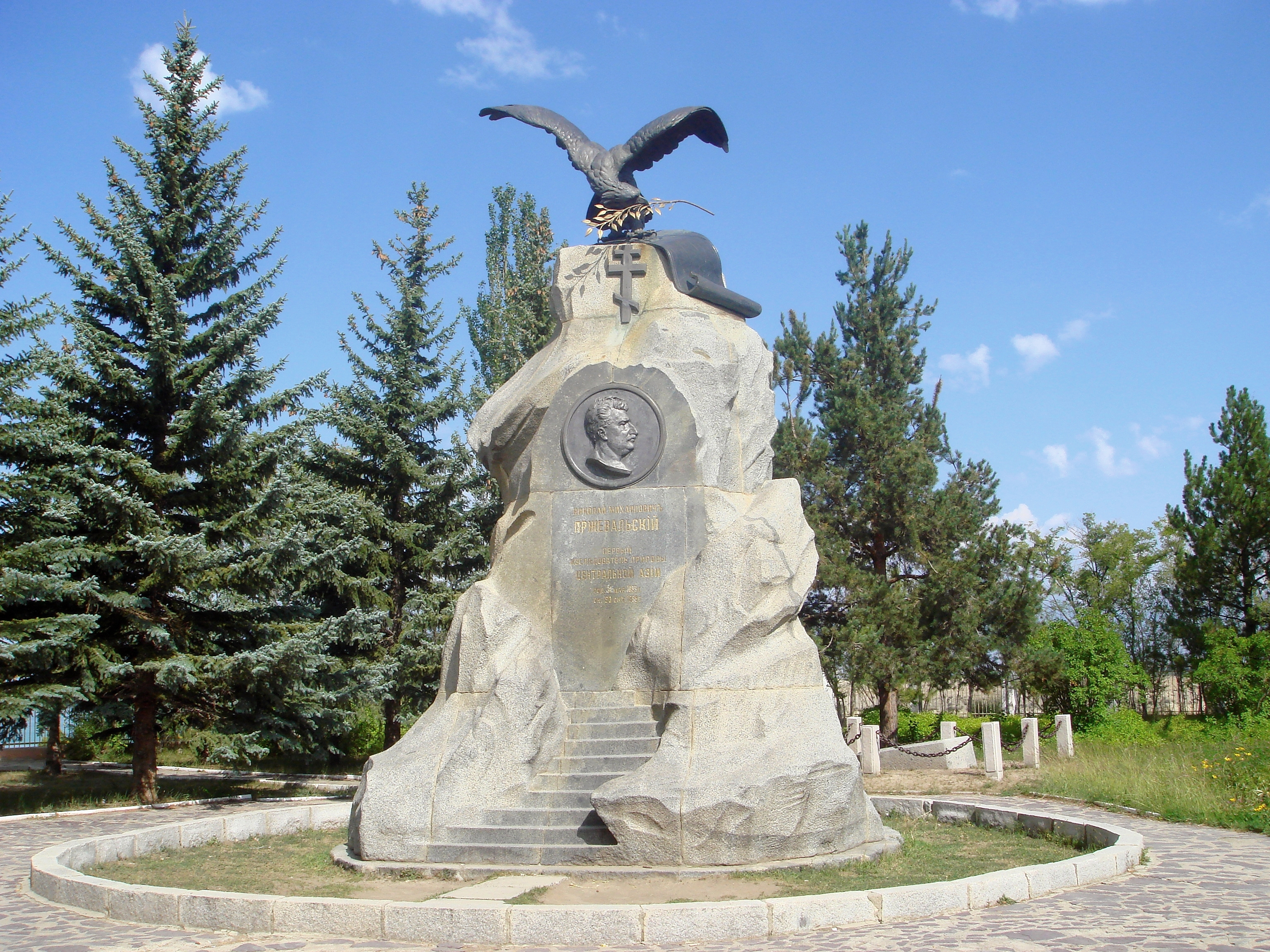
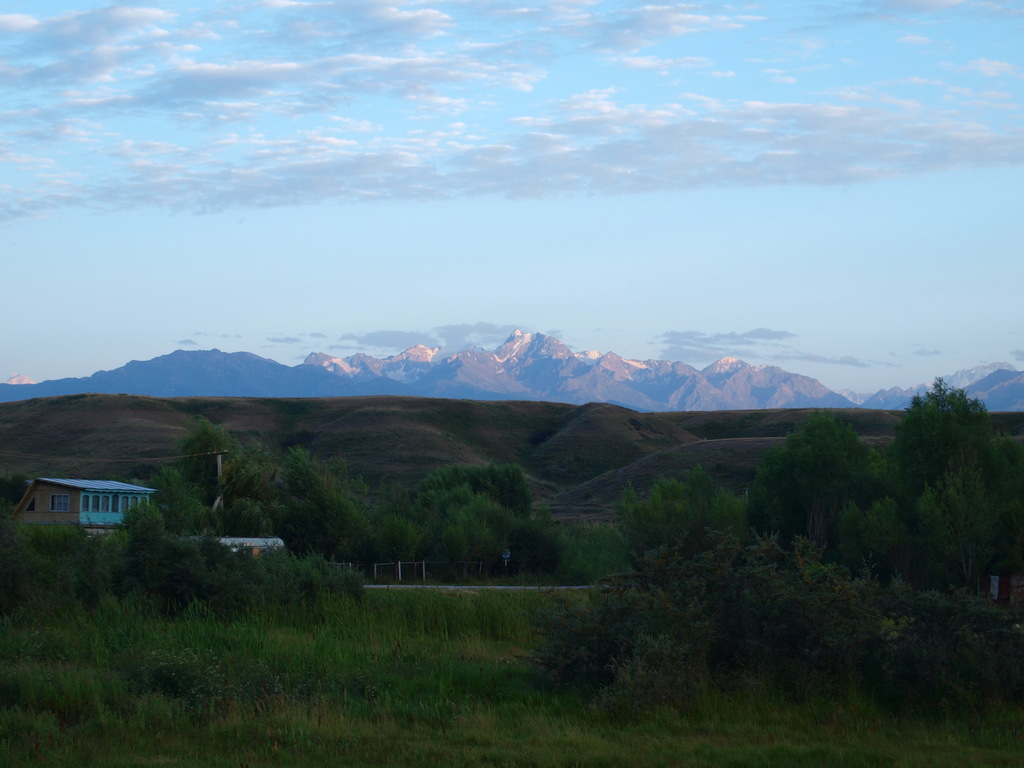
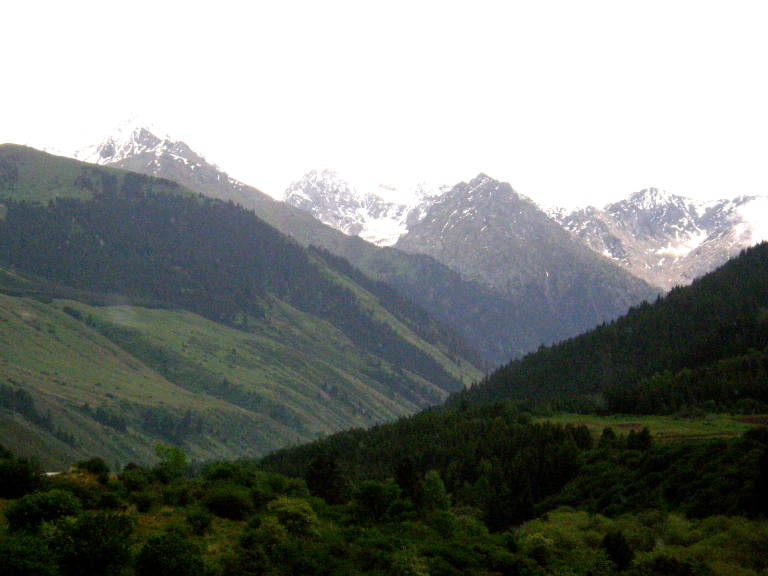
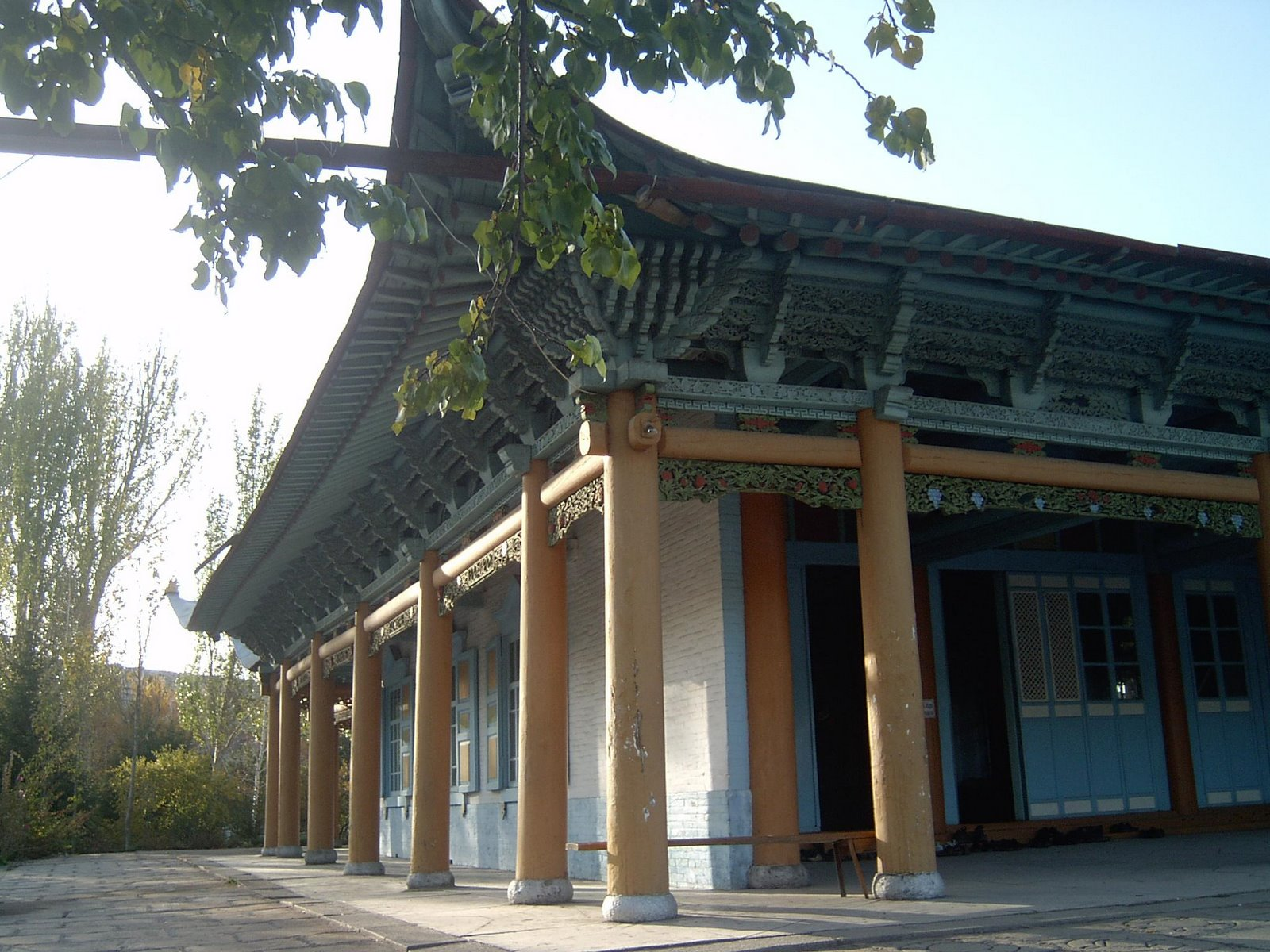